# Vannoz
Vannoz est une commune française située dans le département du Jura en région Bourgogne-Franche-Comté. 
Ses habitants se nomment les Vanouillards et Vanouillardes.

## Géographie

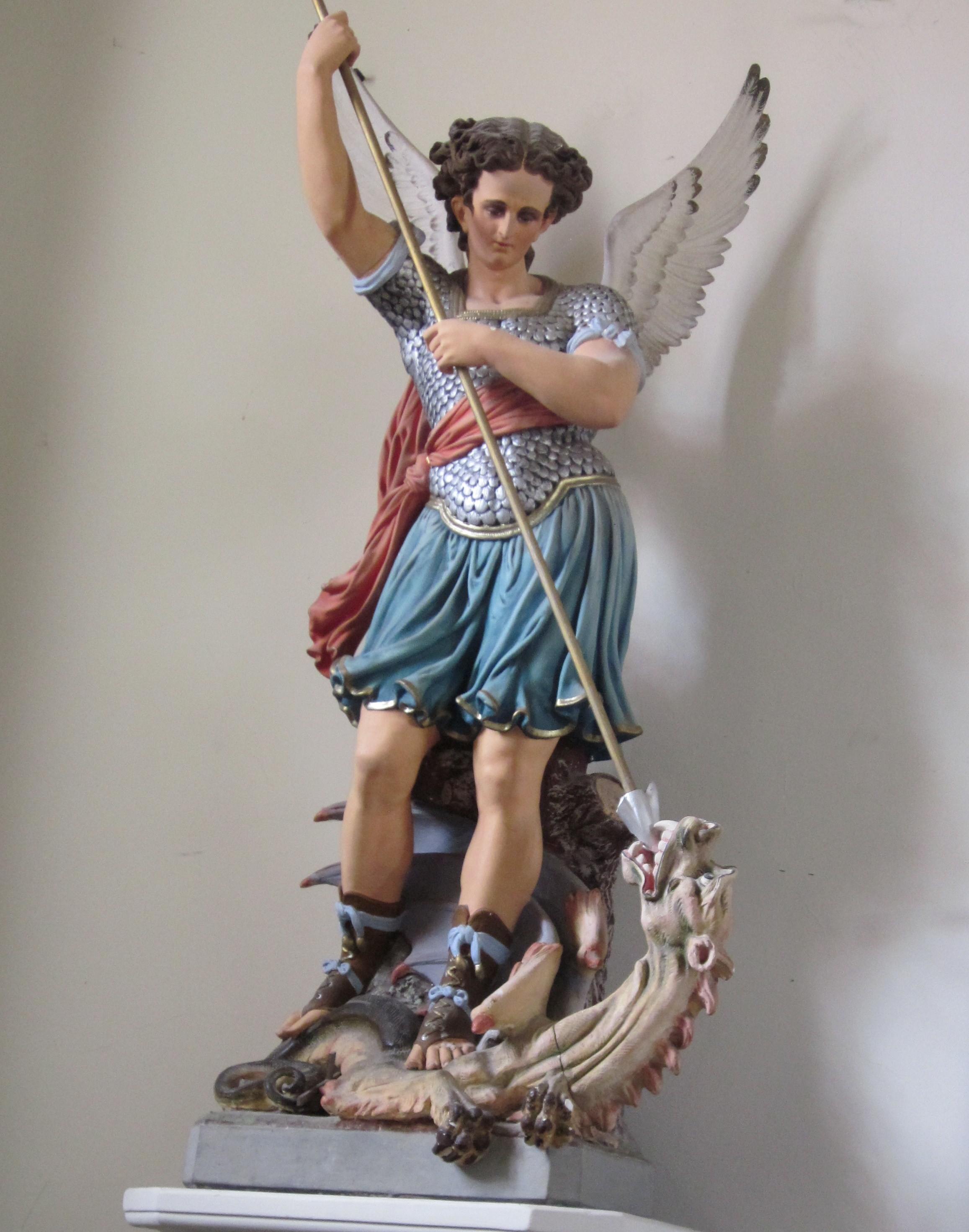
Saint Michel (statue dans l'église)

Le village de Vannoz est situé entre la rivière d'Angillon (limite avec Le Pasquier et Ardon) et le mont Rivel derrière lequel s'est développée la ville de Champagnole, à 3 km du village. Le territoire est traversé par la  voie Champagnole-Poligny (la nationale 5 ou « route blanche ») qui rencontre la route de Pontarlier au pont de Gratteroche.
Le sol de la commune, majoritairement en plaine, est favorable aux cultures agricoles et à l'élevage avec des sédiments glaciaires et des près humides à la flore particulière (présence de l'Allium lusitanicum - Ail de montagne et de la Gentiana Cruciata - Gentiane Croisette et son petit papillon l’Azuré de la croisette (Maculina Rebeli) qui est rare et protégé en France. Des sources alimentent de nombreuses fontaines et les pentes nord du Mont Rivel sont couvertes de forêts comme les collines proches d'Ardon. Dans les époques passées on a exploité la terre marneuse pour les tuileries et briqueteries mais aussi des sablières et des carrières de pierre.
La superficie de Vannoz est de 575 hectares (5,75 km2) avec une altitude minimum de 565 mètres et un maximum de 800 mètres, en haut du mont Rivel. Le village est quant à lui à environ 600 m. Le cadastre exécuté en 1823 enregistre une surface territoriale de 574 ha divisés comme suit : 221 en terres labourables, 170 en pâtures, 97 en bois, 68 en prés, 5 en friches et murgers, 2ha 38a en sol et aisances de bâtiments et 86 ares en jardins. À la fin du XXe siècle, l'activité agricole s'est intensifiée en modifiant les paysages par l'enlèvement des haies ou le labourage des prairies humides.
Les habitants s'appellent les Vanouillards, Vanouillardes. La commune compte 234 habitants au recensement publié en 2012.
Rousset dans son dictionnaire écrit poétiquement « Vu du haut du mont Rivel, Vannoz présente un aspect agréable et semble mériter le nom de Gwenet ou Wennet (le Beau), que les Celtes lui ont donné » mais la présence imposante du mont Rivel qui domine le territoire de près de 200 m conduit plutôt à associer l'origine du toponyme à une racine gauloise « vanno » désignant une pente, un sommet ou un rocher (on retrouve cette base dans le nom du massif de la Vanoise ou celui du Creux-du-Van près de Neuchatel).
Le suffixe francoprovençal -oz ne se prononce pas, il n'est qu'une indication orthographique de prononciation : l'accent tonique est sur la syllabe précédente
 (comme pour Saffloz ou Vertamboz dans le même département du Jura). Aujourd'hui la voyelle se prononce comme un o long fermé : /va.no/, mais pas le z final (comme pour le suffixe -az en Savoie).

### Climat
Pour des articles plus généraux, voir Climat de la Bourgogne-Franche-Comté et Climat du département du Jura.
En 2010, le climat de la commune est de type climat de montagne, selon une étude du Centre national de la recherche scientifique s'appuyant sur une série de données couvrant la période 1971-2000. En 2020, Météo-France publie une typologie des climats de la France métropolitaine dans laquelle la commune est dans une zone de transition entre le climat semi-continental et le climat de montagne et est dans la région climatique  Jura, caractérisée par une forte pluviométrie en toutes saisons (1 000 à 1 500 mm/an), des hivers rigoureux et un ensoleillement médiocre. 
Pour la période 1971-2000, la température annuelle moyenne est de 8,9 °C, avec une amplitude thermique annuelle de 16,8 °C. Le cumul annuel moyen de précipitations est de 1 617 mm, avec 13,7 jours de précipitations en janvier et 10,4 jours en juillet. Pour la période 1991-2020, la température moyenne annuelle observée sur la station météorologique de Météo-France la plus proche, « Champagnole », sur la commune de Champagnole à 3 km à vol d'oiseau, est de 9,4 °C et le cumul annuel moyen de précipitations est de 1 573,2 mm. 
La température maximale relevée sur cette station est de 37,5 °C, atteinte le 24 juillet 2019 ; la température minimale est de −23,5 °C, atteinte le 24 décembre 2001,,. 
Les paramètres climatiques de la commune ont été estimés pour le milieu du siècle (2041-2070) selon différents scénarios d'émission de gaz à effet de serre à partir des nouvelles projections climatiques de référence DRIAS-2020. Ils sont consultables sur un site dédié publié par Météo-France en novembre 2022.

## Urbanisme

### Typologie
Au 1er janvier 2024, Vannoz est catégorisée commune rurale à habitat dispersé, selon la nouvelle grille communale de densité à sept niveaux définie par l'Insee en 2022.
Elle est située hors unité urbaine. Par ailleurs la commune fait partie de l'aire d'attraction de Champagnole, dont elle est une commune de la couronne,. Cette aire, qui regroupe 43 communes, est catégorisée dans les aires de moins de 50 000 habitants,.

### Occupation des sols
L'occupation des sols de la commune, telle qu'elle ressort de la base de données européenne d’occupation biophysique des sols Corine Land Cover (CLC), est marquée par l'importance des territoires agricoles (69 % en 2018), en diminution par rapport à 1990 (73,6 %). La répartition détaillée en 2018 est la suivante : 
prairies (47 %), forêts (26 %), zones agricoles hétérogènes (15,9 %), terres arables (6,1 %), zones urbanisées (4,7 %), milieux à végétation arbustive et/ou herbacée (0,2 %). L'évolution de l’occupation des sols de la commune et de ses infrastructures peut être observée sur les différentes représentations cartographiques du territoire : la carte de Cassini (XVIIIe siècle), la carte d'état-major (1820-1866) et les cartes ou photos aériennes de l'IGN pour la période actuelle (1950 à aujourd'hui).

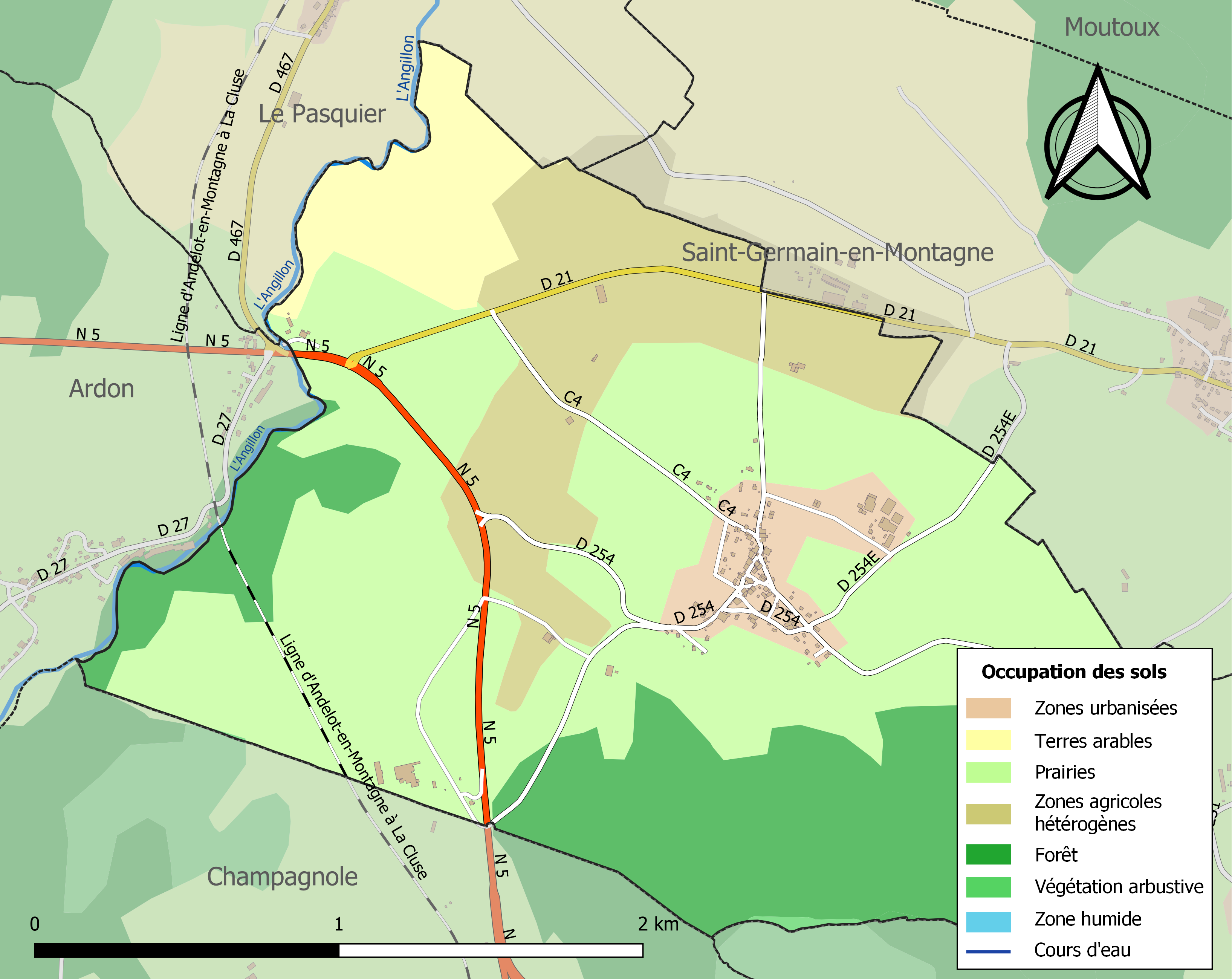
Carte des infrastructures et de l'occupation des sols de la commune en 2018 (CLC).

## Économie
La majorité de la population travaille à l'extérieur du village, essentiellement dans la ville de Champagnole toute proche (commerce, transport, enseignement, administration, services...) et de nouvelles habitations se construisent dans les années 2000. La commune ne compte plus que 4 exploitations agricoles spécialisées dans l'élevage des vaches laitières dont le lait alimente une importante fabrique de fromages comtois située sur la commune, à l'écart du village, dans des locaux reconstruits après l'incendie des caves et du bâtiment administratif en 2006 (l'Insee prend en compte cette entreprise et indique que 41 % des habitants travaillent encore dans l'agriculture). La Coopérative Fromagère du Mont Rivel, spécialisée en comté et morbier produit aussi du fromage à raclette : cet atelier de 12 millions de litres de lait pour 45 producteurs est la plus grosse coopérative du Jura.

## Histoire

### Antiquité
Le territoire de Vannoz est occupé depuis l'époque celtique où un oppidum existait sur le Mont Rivel et des traces anciennes ont été identifiées sur le site d'un mégalithe appelé « La pierre lite » dans le bois de la Fresse situé sur la commune voisine. Plus tard, une villa gallo-romaine s'est développée dans le secteur de Saint-Germain-en-Montagne, au bord de l'Angillon et à proximité des voies romaines qui se rejoignaient à Pont de Gratteroche. Les observations aériennes et les fouilles du site ont montré l'existence de vestiges sur environ 20 hectares : une voie reliait la villa à l'implantation du mont Rivel en traversant l'emplacement du village actuel de Vannoz. L'implantation gallo-romaine qui s'appelait peut-être Plaisancia a disparu sous les ravages des barbares au IIIe siècle.

### Du Moyen Âge à la Révolution
Vannoz faisait partie de la seigneurie du Montrivel, fraction de la seigneurie de Salins connue dès 1252 qui comprenait également Champagnole, Equevillon, Saint-Germain, Ney et la grange de Burgille. Un château était établi sur le mont Rivel. Au XIVe siècle le fief a été vendu à Jean Ier de Chalon-Arlay.
À la même époque s'établit une famille noble qui prend le nom du village. Elle élève un château-fort bâti sur une motte (on le désigne comme le château de la Motte) et fonde la seigneurie de Vannoz avec pour Armes: « De sable au griffon d’or ». Elle acquiert un vaste domaine et des droits seigneuriaux comme le droit de moyenne et basse justice. Alphonse Rousset signale qu'en 1319 Hugues Ier de Chalon-Arlay « concède à Pierre de Vannoz, de nombreux privilèges, dont la disposition du bois mort dans de larges forêts. » 

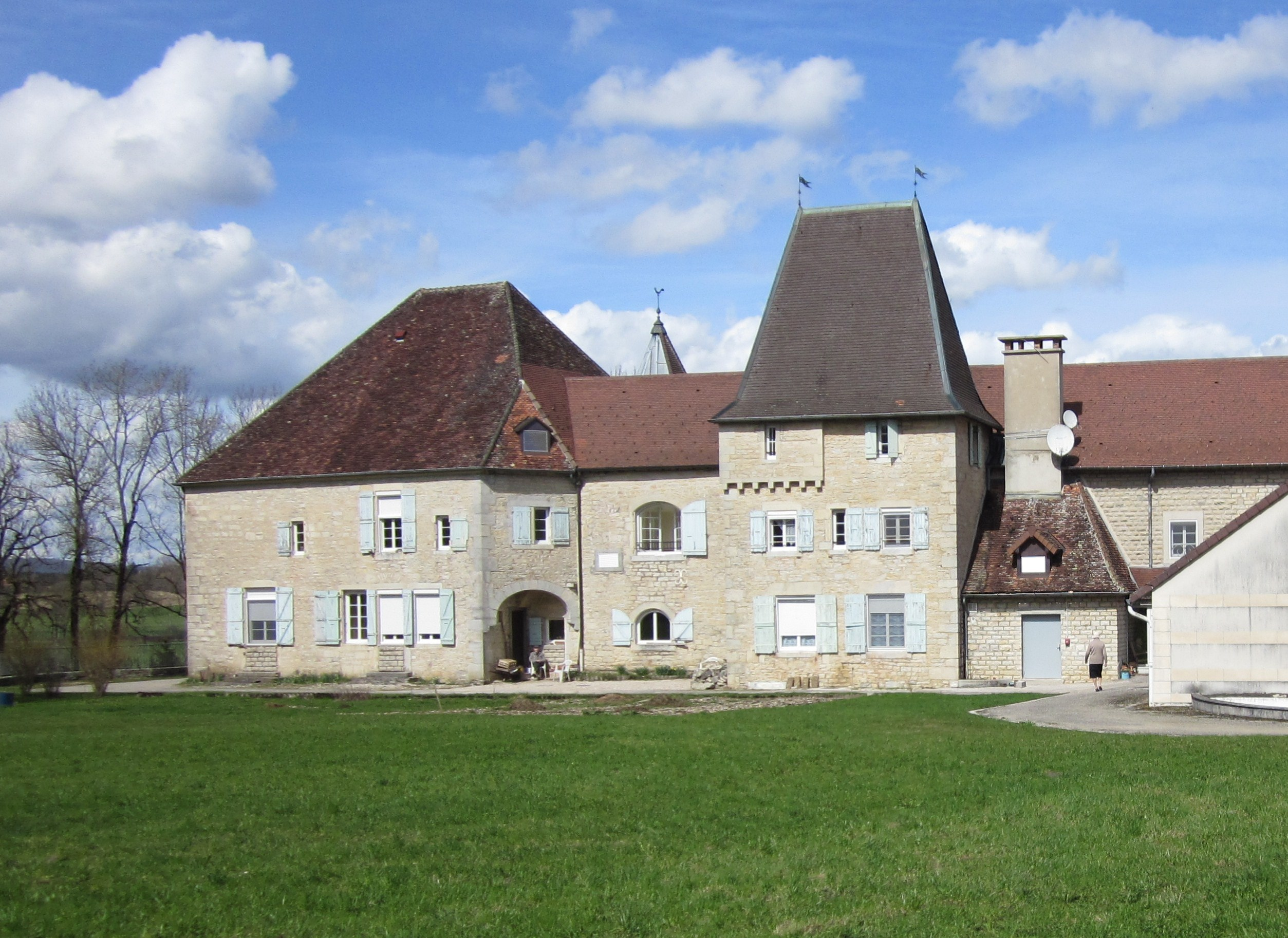
Façade extérieure du château de Vannoz

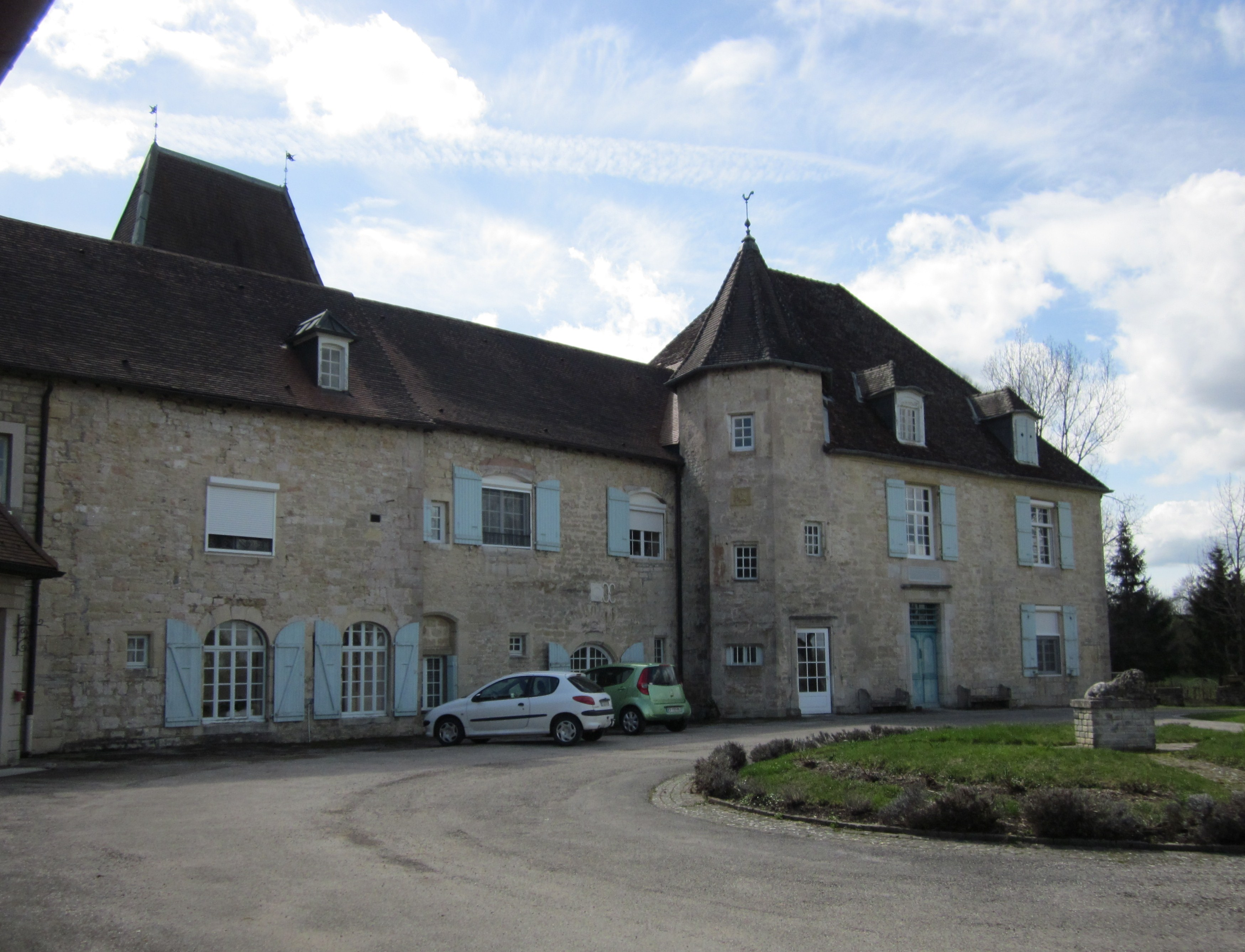
Château de Vannoz - Façade intérieure

La seigneurie de Vannoz passe dans les mains de la famille d'Usie et en 1415, Jeanne, la nièce des seigneurs d'Usie, fille de Claude d'Usie et de Jeanne de Vannoz, a « dans son lot le château de la Motte et la seigneurie de Vannoz » qui passent à la famille de Chissey par son mariage avec Jean de Chissey. La famille de Chissey, dont le fief est près de Dole, était une famille noble d'importance dans la région : « Depuis le commencement du quatorzième siècle jusques dans le dix-septième, elle a eu son établissement à Poligny, y a possédé des fiefs & des emplois, contracté des alliances & jeté des branches. ».
Pierre de Chissey, seigneur de Vannoz, est tué en 1637, au siège de Cornod, durant la Guerre de Dix Ans, lors de la première conquête de la Franche-Comté. Sa veuve et héritière donne alors par testament la terre de Vannoz à Pierre Charreton, dit du Louverot, seigneur du Pin. Le fils de celui-ci après avoir reconstruit et transformé le château de la Motte vend le « fief de Vannoz, mouvant de la seigneurie de Montrivel », le 30 septemhre 1696, à Jean-François Français et à Anne-Marie Guignoire, son épouse, moyennant 27,000 livres. (Rousset)

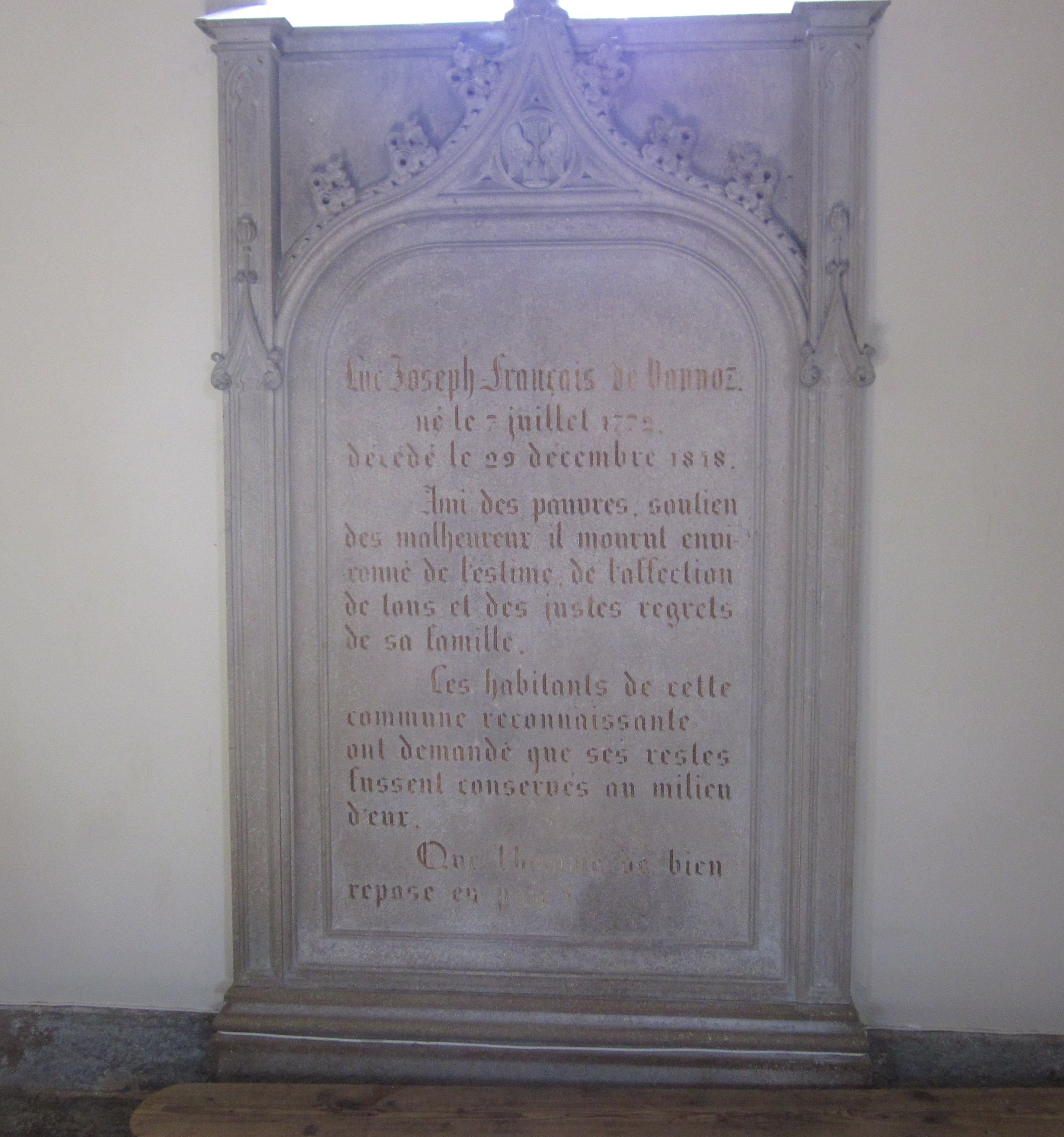
Hommage à Joseph François de Vannoz dans l'église du village

Son petit-fils a trois enfants : Luc-Joseph (1772-1848) émigré en 1791, qui, revenu sous l'empire, retrouve la possession de Vannoz où il meurt en 1848 (il était peintre et une inscription de son mausolée dans une chapelle de l'église du village rappelle la considération des villageois à son égard), François-Bonaventure Français de Vannoz qui épouse Philippine de Sivry en 1802, et Marie-Henriette, épouse de Stanislas Boucher.

### XIXeetXXesiècles
Marie de Vannoz, fille de Philippine de Sivry (la poétesse Madame de Vannoz) et de  François-Bonaventure Français de Vannoz, hérite en 1848 de son oncle et fait entrer par son mariage le château et les propriétés de Vannoz dans la famille Scitivaux de Greische qui réside au château de Remicourt à Villers-lès-Nancy.
Les propriétés  foncières sont vendues au cours du XIXe siècle et au début du siècle suivant le château de Vannoz est acheté par l'académicien Étienne Lamy, originaire du proche village de Cize, pour sa vieille mère. Très engagé dans le catholicisme politique, Étienne Lamy qui n'était pas revenu à Vannoz dans les cinq dernières années de sa vie, lègue à sa mort en 1919 son château de Vannoz à l’Association diocésaine pour y établir une maison de retraite pour les prêtres du diocèse de Saint-Claude.
Le village s'était développé au cours des siècles autour de plusieurs fontaines et d'une chapelle dédiée à saint Georges.

## Politique et administration
Vannoz (39300) est rattachée à la Communauté de communes Ain - Angillon - Malvaux. 

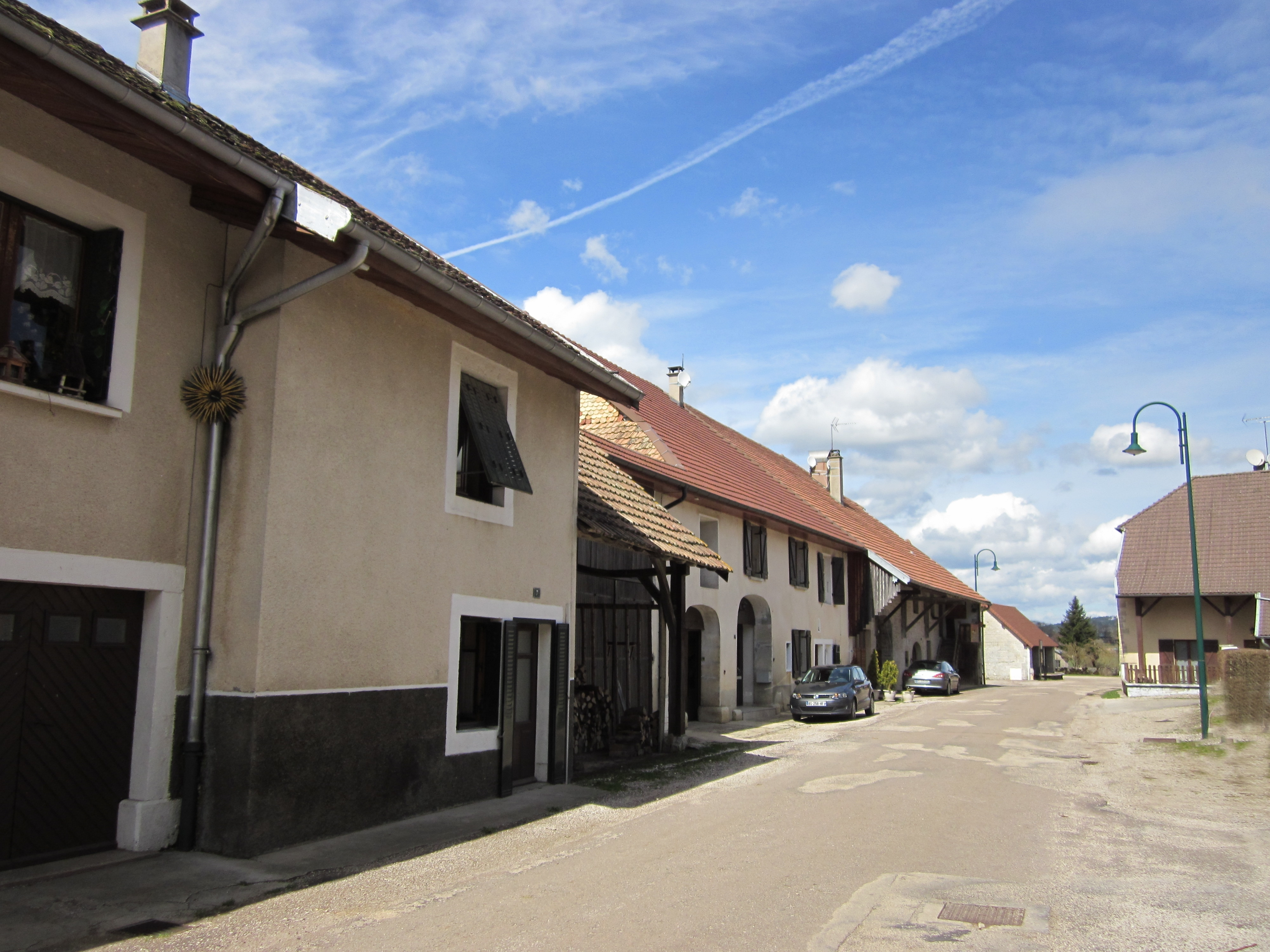
Maisons au cœur du village

| Période   | Période  | Identité           | Étiquette | Qualité |
| --------- | -------- | ------------------ | --------- | ------- |
| mars 2001 | En cours | Philippe Ménétrier | DVG       | Ouvrier |

## Démographie
L'évolution du nombre d'habitants est connue à travers les recensements de la population effectués dans la commune depuis 1793. Pour les communes de moins de 10 000 habitants, une enquête de recensement portant sur toute la population est réalisée tous les cinq ans, les populations de référence des années intermédiaires étant quant à elles estimées par interpolation ou extrapolation. Pour la commune, le premier recensement exhaustif entrant dans le cadre du nouveau dispositif a été réalisé en 2004.

En 2022, la commune comptait 221 habitants, en évolution de +8,87 % par rapport à 2016 (Jura : −0,81 %, France hors Mayotte : +2,11 %).
| 1793 | 1800 | 1806 | 1821 | 1831 | 1836 | 1841 | 1846 | 1851 |
| ---- | ---- | ---- | ---- | ---- | ---- | ---- | ---- | ---- |
| 300  | 317  | 339  | 331  | 297  | 281  | 270  | 254  | 254  |

| 1856 | 1861 | 1866 | 1872 | 1876 | 1881 | 1886 | 1891 | 1896 |
| ---- | ---- | ---- | ---- | ---- | ---- | ---- | ---- | ---- |
| 247  | 233  | 225  | 184  | 178  | 159  | 172  | 155  | 160  |

| 1901 | 1906 | 1911 | 1921 | 1926 | 1931 | 1936 | 1946 | 1954 |
| ---- | ---- | ---- | ---- | ---- | ---- | ---- | ---- | ---- |
| 147  | 139  | 141  | 124  | 141  | 159  | 163  | 176  | 158  |

| 1962 | 1968 | 1975 | 1982 | 1990 | 1999 | 2004 | 2006 | 2009 |
| ---- | ---- | ---- | ---- | ---- | ---- | ---- | ---- | ---- |
| 150  | 174  | 191  | 204  | 195  | 218  | 203  | 197  | 226  |

| 2014 | 2019 | 2022 | - | - | - | - | - | - |
| ---- | ---- | ---- | - | - | - | - | - | - |
| 207  | 216  | 221  | - | - | - | - | - | - |

La population est stable, au-dessus de 200 habitants : 226 en 2009 et 234 en 2012, avec de nouveaux résidents qui construisent des maisons et travaillent à l’extérieur. Les chiffres prennent aussi en compte les résidents de la maison de retraite (33 lits). Le recensement de 2009 enregistre 90 logements dont 94 % de résidences principales avec un nombre de ménages de 85 (on comptait 52 maisons et 52 ménages en 1790).

## Lieux et monuments

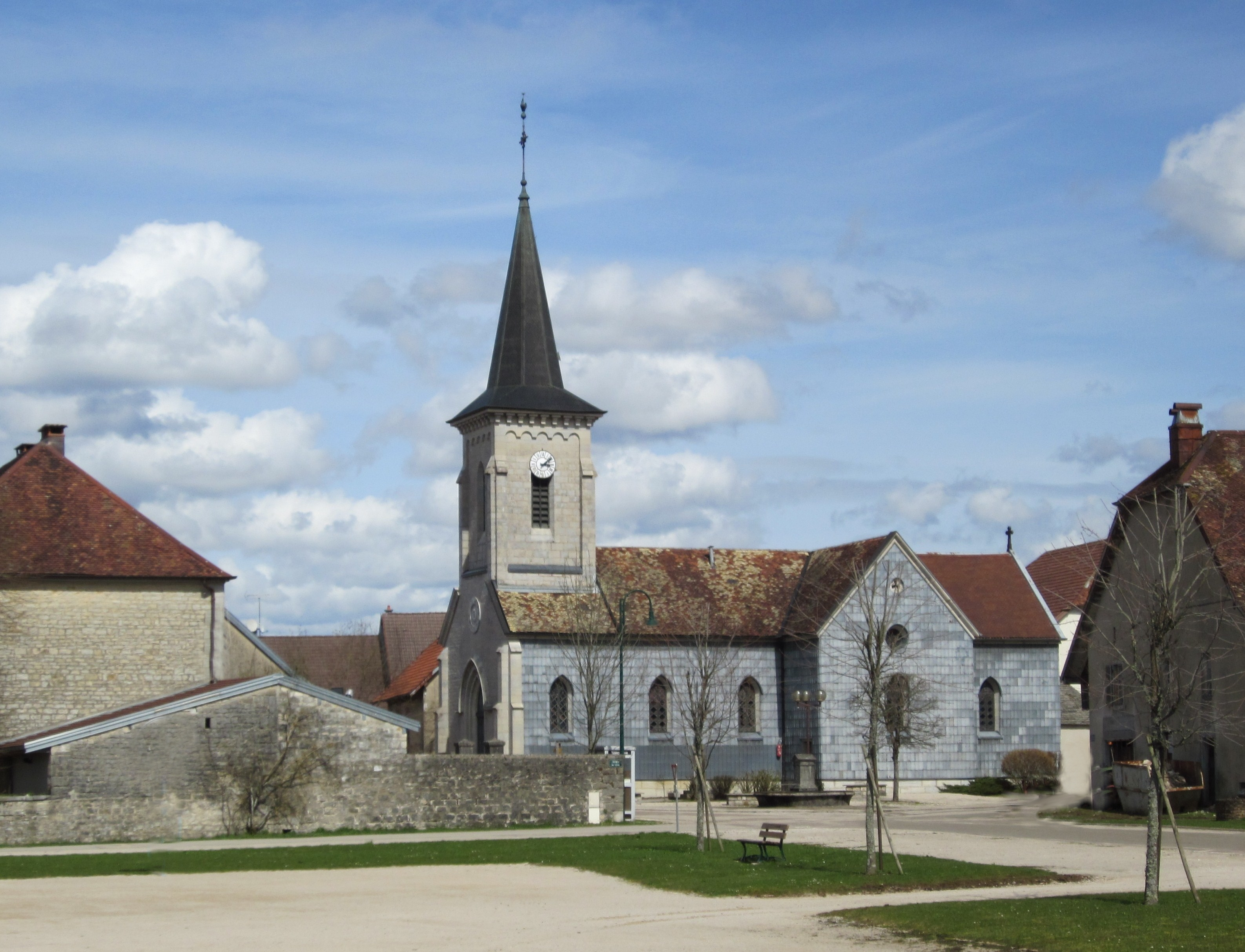
L'église au centre du village de Vannoz

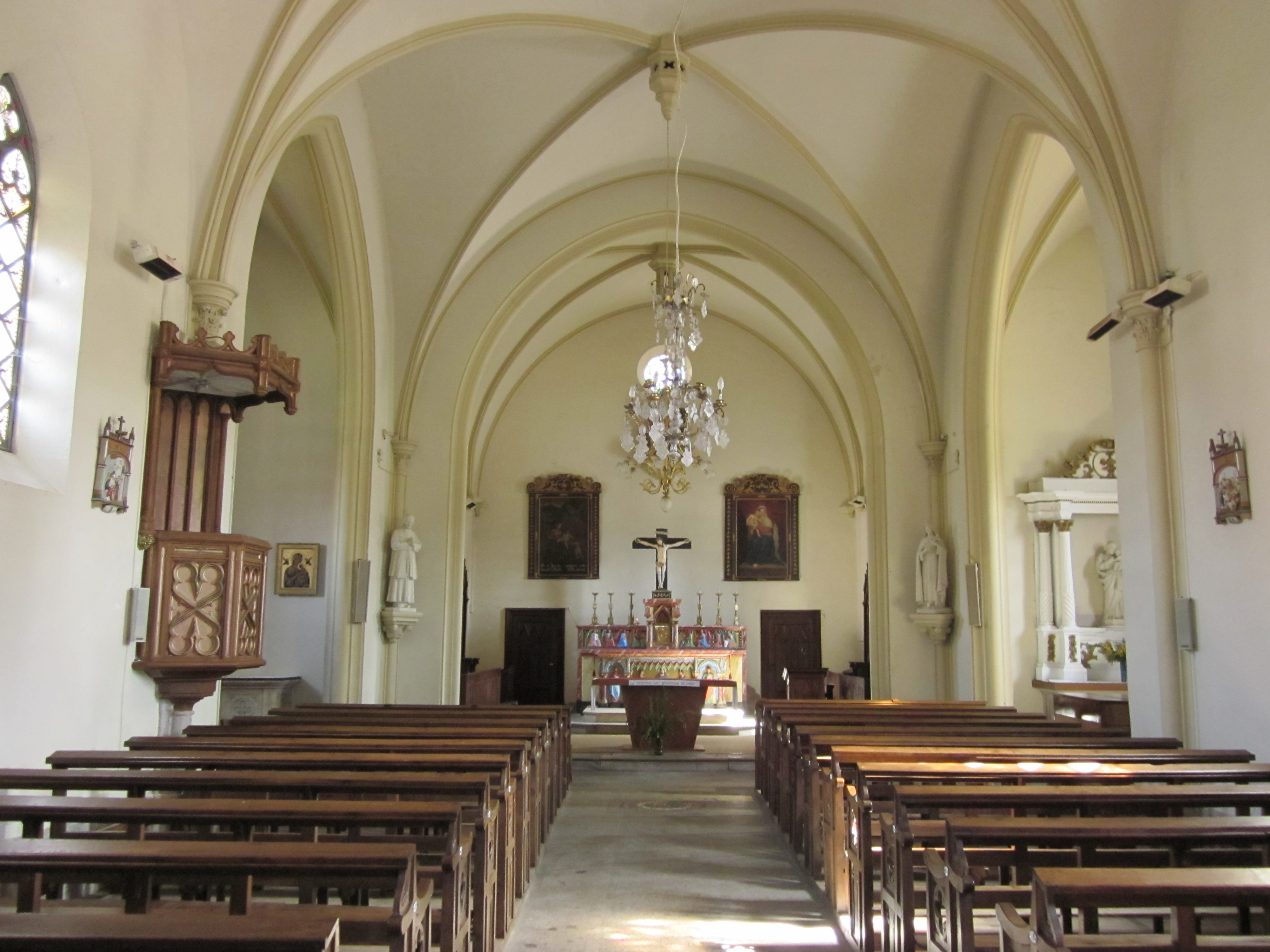
L'intérieur de l'église de Vannoz

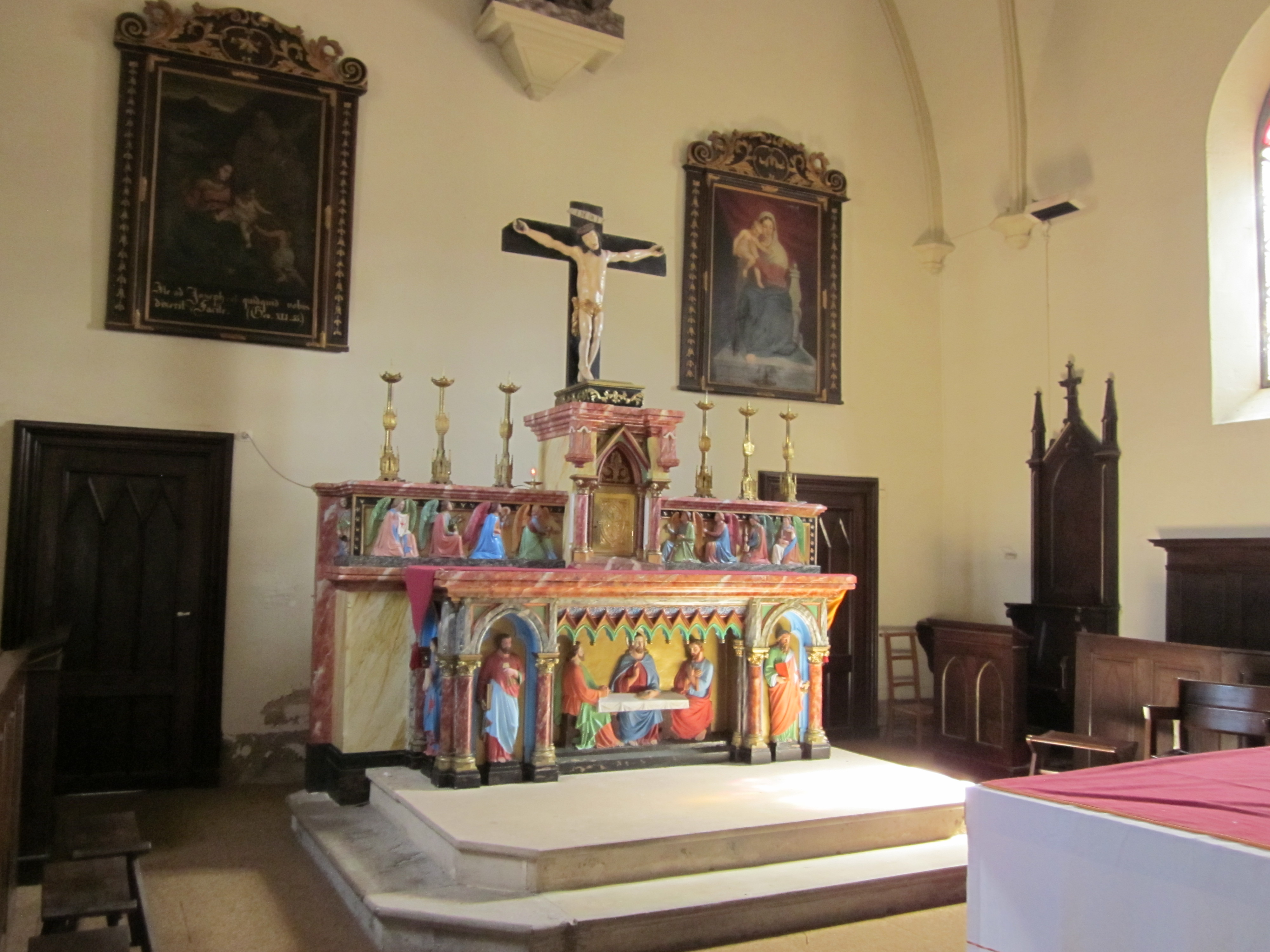
L'autel dans l'église de Vannoz

- Vannoz qui comptait 52 maisons et 52 ménages en 1790 a été victime de plusieurs incendies importants, comme le 2 juin 1846, où vingt-cinq maisons, soit la moitié du village, ont été détruites. L'église avec son clocher à flèche octogonale a été bâtie en 1850 sur l'emplacement d'une ancienne chapelle dédiée à saint Georges qui est toujours le patron de la paroisse. Le cimetière qui jouxtait l'église au centre du village a été déplacé dans les années 1930 (?). En 1855 s'est construit le presbytère et la maison commune a été aménagée avec salle des pompes, fromagerie et mairie-école ; cette dernière était « fréquentée en hiver par 25 garçons et 25 filles » en 1858[31]. Le village comporte également de nombreuses fontaines et plusieurs lavoirs.
- Le château-fort de Vannoz (dit le château de la Motte) a été brûlé par les Français en 1637 lors de Guerre de Dix Ans puis reconstruit et transformé en château de résidence par le baron du Pin en 1679 avec la création d'un beau jardin en terrasses. Les aménagements ont été poursuivis par les successeurs. Le château conserve une tour rectangulaire tournée vers l'extérieur, un tour polygonale dans la cour intérieurs et des bâtiments d'un étage aux toits pentus couverts de petites tuiles. On a restauré près de la porte d'entrée du bâtiment principal des armoiries et un bas-relief en pierre représentant saint Georges. Le château de Vannoz a été acheté pour sa vieille mère par Étienne Lamy, homme politique et académicien originaire du proche village de Cize [24]. Très engagé dans le catholicisme politique, Étienne Lamy qui n'était pas revenu à Vannoz dans les cinq dernières années de sa vie, a lègué à sa mort en 1919 son château de Vannoz à l’Association diocésaine pour y établir une maison de retraite pour les prêtres du diocèse de Saint-Claude. Cet établissement devenu « Maison Ecclésiastique de Retraite » offre 33 chambres dans des locaux transformés[25].

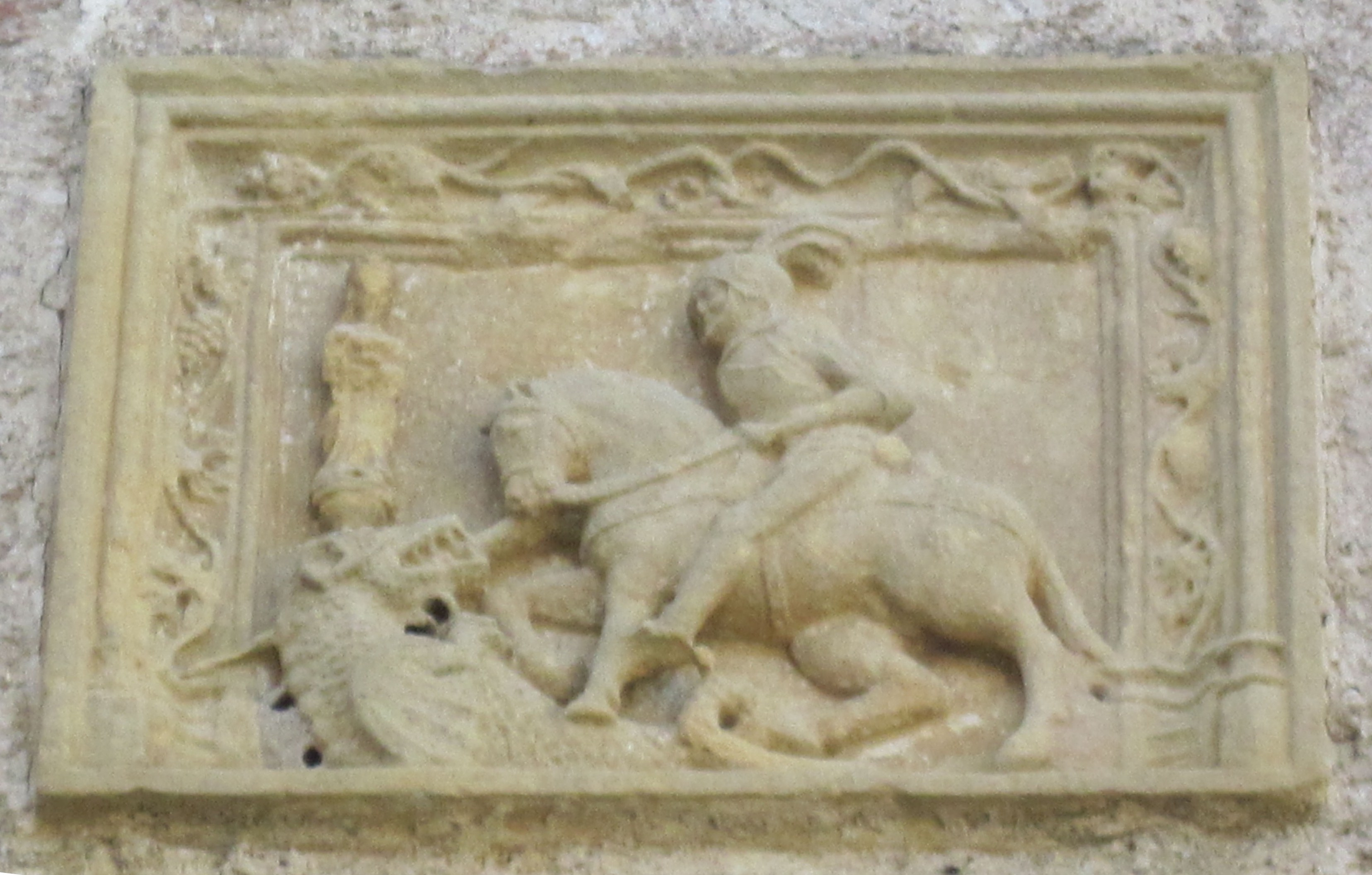
Bas relief de saint Georges

## Personnalités liées à la commune
- Madame de Vannoz est une femme de lettres du début du XIXe siècle, née et morte en Lorraine près de Nancy (1775-1851). Née Philippine de Sivry et enfant aux talents précoces, elle a été admirée par les salons parisiens avant la Révolution. Elle a épousé en 1802 Monsieur de Vannoz (François-Bonaventure Français de Vannoz) dont le frère Luc-Joseph de Vannoz ayant émigré à la Révolution a peut-être connu la famille de Sivry exilée elle aussi. Marie, la fille de Philippine de Sivry (1803-1881), héritera de son oncle qui avait retrouvé ses biens de Vannoz en rentrant en France après la Loi d'amnistie du 26 avril 1802. Marie a épousé Anne-Louis de Scitivaux de Greische en 1823, faisant passer les propriétés de Vannoz dans cette famille. Madame de Vannoz a publié, entre 1806 et 1818, des poèmes qui ont été appréciés par ses contemporains. Une rue de Nancy porte son nom.
- Étienne Lamy, originaire du proche village de Cize, homme politique plusieurs fois député du Jura est entré à l'Académie française en 1905. Il avait acheté le château de Vannoz pour sa vieille mère. Très engagé dans le catholicisme politique, il léguera le château à sa mort en 1919 à l’Association diocésaine pour y établir une maison de retraite pour les prêtres du diocèse de Saint-Claude[32].
- Claude François Thevenin (né le 12 avril 1788 à Champagnole, « propriétaire résidant à Vannoz ») : soldat de l'Empire, « grenadier dans le 2e régiment de grenadiers à pied de la Garde impériale», qui reçut le grade de Chevalier de la Légion d'honneur le 22 novembre 1813 (Serment prononcé et signé à Vannoz le 12 janvier 1814). Il est entré au service en 1807, a participé aux campagnes du Portugal et d'Espagne de 1807 à 1812, puis aux campagnes d'Allemagne en 1813 et 1814 et aux campagnes des armées en France en 1815 (dont Waterloo) ; il est mis en « congé absolu » le 3 mars 1816 pour « ancienneté de service »[33]. Mort le 19 juillet 1855. Il était surnommé "Canon" et aurait fait poser sur sa cheminée une girouette représentant un obusier[34]

## Sources
- Dictionnaire géographique, historique et statistique des communes de la Franche-Comté – Département du Jura– Alphonse Rousset -volume 6 (1858) page 124 et suivantes